# セクニャーゴ
セクニャーゴ（伊: Secugnago）は、イタリア共和国ロンバルディア州ローディ県にある、人口約1,900人の基礎自治体（コムーネ）。

## 地理

### 位置・広がり

#### 隣接コムーネ
隣接するコムーネは以下の通り。
- ブレンビオ
- カザルプステルレンゴ
- マイラーゴ
- トゥラーノ・ロディジャーノ

### 気候分類・地震分類
気候分類では、zona E, 2579 GGに分類される。
また、イタリアの地震リスク階級 (it) では、zona 3 (sismicità bassa) に分類される。